# 가일 (스트리트 파이터)

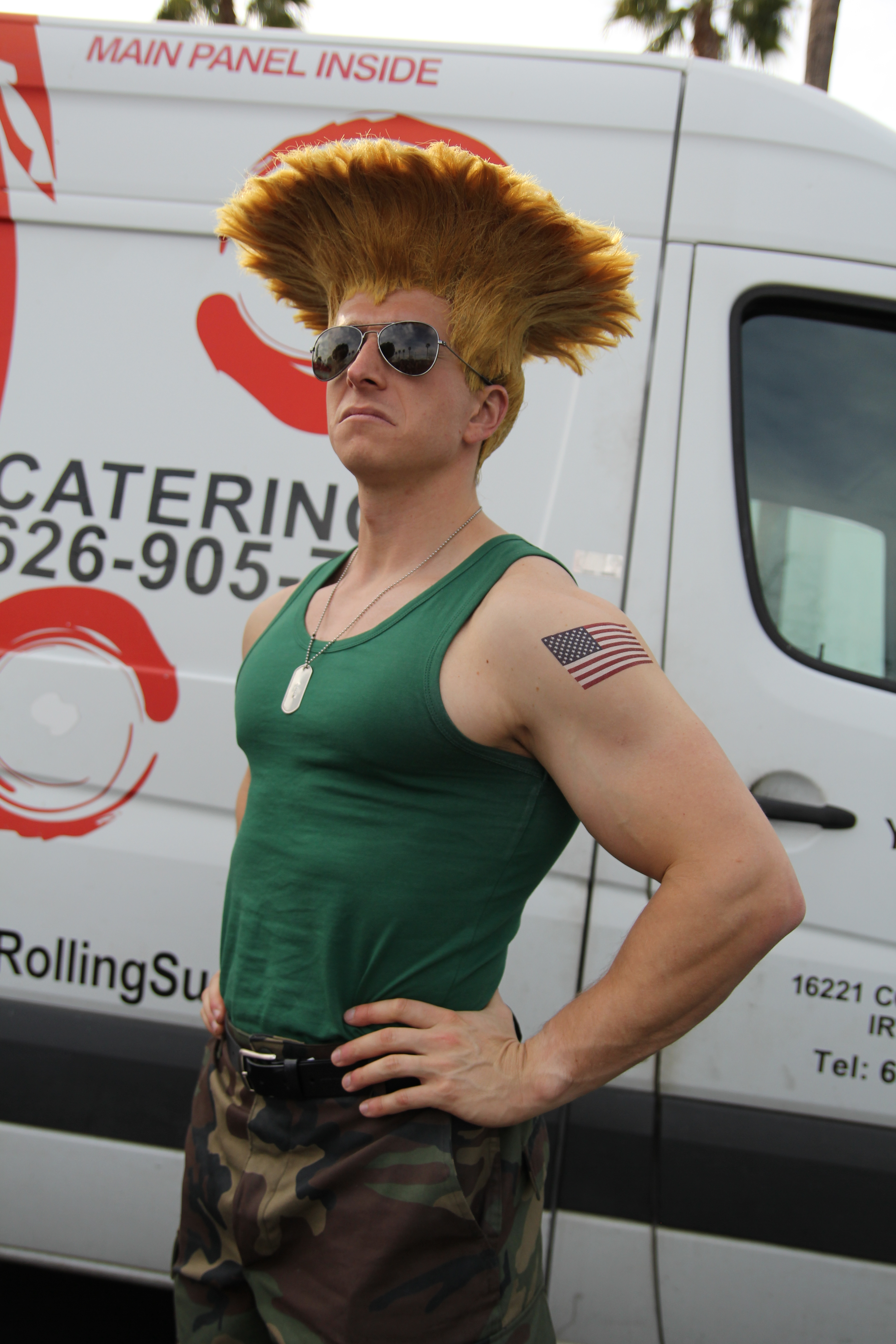

가일(Guile, 일본어: ガイル)은 캡콤의 대전격투게임 스트리트 파이터 2 이후의 시리즈에서 등장하는 가공의 인물이다. 미국 등에서의 매체에서는 주인공급으로 다뤄진다.

## 설정
그의 신분은 미군 공군 장교이다.
베가에게 살해당한 친구 찰리 내쉬의 원수를 갚기 위해 혼자 복수를 위하여 싸우는 군인. 하지만 가족을 버린 후에도 "고국으로 돌아가라, 너에게도 가족이 있겠지"라는 대사를 하듯이 약간은 가족을 소중히 여기는 면도 보여주며 엔딩에서는 가족을 버린 몸이면서도 자신을 생각해주는 부인이나 딸을 신경쓰고 있다.
하지만 내쉬의 원수를 갚기 위해 베가를 쫓는 사이 가일이 지휘하던 부대는 로렌토에게 몰살당하고 독트린 다크 혼자만 살아남았다. 이 때문에 독트린 다크는 자신을 위기에서 구해주지 않은 가일을 원망하고 있다.
첫 출현한 스트리트 파이터 2에서는 미 공군의 소령이다. 늘 침착하고 냉정하며 싸움은 비정한 것이라는 신념을 지니고 있다. 덤덤한 말투로 이야기하는 하드보일드한 캐릭터로 묘사된다.
빗자루를 거꾸로 한듯한 헤어스타일과 양쪽 어깨에 새긴 성조기 문신이 트레이드마크. 특히 머리는 단정하게 하는 고집이 있으며 늘 빗을 가지고 다니며 싸움이 끝날때마다 머리를 정돈한다. 목에는 자신의 것과 내쉬의 인식표를 같이 걸고 있다.
F-16의 조종사로 가일 스테이지에서 볼 수 있다.

## 특징
틈이 별로 없는 장풍 "소닉붐"을 써서 이에 대한 상대의 대응을 각종 통상기로 상대한다. 아래로 모아서 사용하는 시전직후 무적인 "섬머솔트킥"으로 만전을 기하는 방어가 뛰어난 대응형 캐릭터로 평가된다.
스트리트 파이터2는 처음부터 북미시장도 중요하게 여겼기 때문에 미국에서의 주인공 캐릭터로 자리매김하였고 특이한 난점이 없는 사용하기 쉬운 조작계로 설정되어 있다. 또한 스토리에 관해서는 마지막 보스인 베가와 직접적인 관계가 없는 류나 켄과 다르게 춘리와 같이 스토리 상 중심적인 캐릭터이다.
하지만 유일한 결함이 커맨드인데 필살기의 커맨드 입력 방식이 모두 저축계인 탓에 콤보에 어려움이 많으며 상대방에게 읽히기 쉽다는 문제가 발생한다. 커맨드 입력 방식이 저축계라서 앉아 있는 게 섬머솔트킥의 준비동작이고 뒤로 후퇴하는 게 소닉붐의 준비동작이 된다.

## 버그
초대 스트리트 파이터 2에서 가일은 학다리와 그림자던지기라는 버그 기술이 있었다.
학다리는 가일이 한쪽 발을 든 체 멈춰버리는데 상대가 공격을 하지 않는 버그이며, 그림자던지기는 리버스스핀킥(레버입력에 서서 강킥)이 나가는 사이에 맞춰 「한 쪽 방향으로 모으고 다시 10프레임 정도 사이를 둔 후에 임의 레버방향 +강킥이나 중,강 펀치」를 성공시키면 가일이 혼자서 유도던지기(중펀치로 던지는 모션)포즈를 잡고 상대가 어디에 있든 던져서 쓰러트리는 것이다.
이것은 상대가 승룡권 도중이나 철망에 붙은 발로그, 심지어 쓰러진 상대에게도 통하며 던지는 동안의 가일은 무적인데다가 연속으로 던질 수 있었다. 개발자들은 처음에 이 버그를 알아내지 못하였고 홍콩의 플레이어가 처음으로 발견하여 비디오로 녹화해 캡콤에 보냈고 이에 의해 처음으로 그 존재가 공표되었다.

## 참고자료
- 스트리트 파이터 4 공식블로그 보관됨 2009-08-31 - 웨이백 머신